# Funció zeta de Lerch
En matemàtiques, la funció zeta de Lerch, de vegades anomenada funció zeta de Hurwitz-Lerch, és una funció especial que generalitza la funció zeta de Hurwitz i el polilogaritme. Porta el nom del matemàtic txec Matyáš Lerch (1860-1922)

## Definició
La funció zeta de Lerch ve donada per
{\displaystyle L(\lambda ,\alpha ,s)=\sum _{n=0}^{\infty }{\frac {e^{2\pi i\lambda n}}{(n+\alpha )^{s}}}.}
Una funció relacionada, el transcendent de Lerch, ve donada per
{\displaystyle \Phi (z,s,\alpha )=\sum _{n=0}^{\infty }{\frac {z^{n}}{(n+\alpha )^{s}}}.}
Les dues funcions estan relacionats, tal com
{\displaystyle \,\Phi (e^{2\pi i\lambda },s,\alpha )=L(\lambda ,\alpha ,s).}

## Representacions integrals
Una representació integral ve donada per
{\displaystyle \Phi (z,s,a)={\frac {1}{\Gamma (s)}}\int _{0}^{\infty }{\frac {t^{s-1}e^{-at}}{1-ze^{-t}}}\,dt}
per a
{\displaystyle \Re (a)>0\wedge \Re (s)>0\wedge z<1\vee \Re (a)>0\wedge \Re (s)>1\wedge z=1.}
Una representació integral de contorn ve donada com
{\displaystyle \Phi (z,s,a)=-{\frac {\Gamma (1-s)}{2\pi i}}\int _{0}^{(+\infty )}{\frac {(-t)^{s-1}e^{-at}}{1-ze^{-t}}}\,dt}
per a
{\displaystyle \Re (a)>0\wedge \Re (s)<0\wedge z<1}
on el contorn no ha de tancar cap dels punts {\displaystyle t=\log(z)+2k\pi i,k\in Z.}
Hi ha una representació integral semblant a l'integral d'Hermite
{\displaystyle \Phi (z,s,a)={\frac {1}{2a^{s}}}+\int _{0}^{\infty }{\frac {z^{t}}{(a+t)^{s}}}\,dt+{\frac {2}{a^{s-1}}}\int _{0}^{\infty }{\frac {\sin(s\arctan(t)-ta\log(z))}{(1+t^{2})^{s/2}(e^{2\pi at}-1)}}\,dt}
per a
{\displaystyle \Re (a)>0\wedge |z|<1}
i
{\displaystyle \Phi (z,s,a)={\frac {1}{2a^{s}}}+{\frac {\log ^{s-1}(1/z)}{z^{a}}}\Gamma (1-s,a\log(1/z))+{\frac {2}{a^{s-1}}}\int _{0}^{\infty }{\frac {\sin(s\arctan(t)-ta\log(z))}{(1+t^{2})^{s/2}(e^{2\pi at}-1)}}\,dt}
per a 
{\displaystyle \Re (a)>0.}
Representacions semblants incluen
{\displaystyle \Phi (z,s,a)={\frac {1}{2a^{s}}}+\int _{0}^{\infty }{\frac {\cos(t\log z)\sin {\Big (}s\arctan {\tfrac {t}{a}}{\Big )}-\sin(t\log z)\cos {\Big (}s\arctan {\tfrac {t}{a}}{\Big )}}{{\big (}a^{2}+t^{2}{\big )}^{\frac {s}{2}}\tanh \pi t}}\,dt,}
i 
{\displaystyle \Phi (-z,s,a)={\frac {1}{2a^{s}}}+\int _{0}^{\infty }{\frac {\cos(t\log z)\sin {\Big (}s\arctan {\tfrac {t}{a}}{\Big )}-\sin(t\log z)\cos {\Big (}s\arctan {\tfrac {t}{a}}{\Big )}}{{\big (}a^{2}+t^{2}{\big )}^{\frac {s}{2}}\sinh \pi t}}\,dt,}
sostenint per z positiu (i més generalment allà on conflueixen les integrals). A més,
{\displaystyle \Phi (e^{i\varphi },s,a)=L{\big (}{\tfrac {\varphi }{2\pi }},a,s{\big )}={\frac {1}{a^{s}}}+{\frac {1}{2\Gamma (s)}}\int _{0}^{\infty }{\frac {t^{s-1}e^{-at}{\big (}e^{i\varphi }-e^{-t}{\big )}}{\cosh {t}-\cos {\varphi }}}\,dt,}
Aquesta última fórmula també es coneix com a fórmula de Lipschitz.

## Casos especials
La funció zeta de Hurwitz és un cas especial, donat per
{\displaystyle \,\zeta (s,\alpha )=L(0,\alpha ,s)=\Phi (1,s,\alpha ).}
El polilogaritme és un cas especial de la funció zeta de Lerch, donat per 
{\displaystyle \,{\textrm {Li}}_{s}(z)=z\Phi (z,s,1).}
La funció khi de Legendre és un cas especial, donat per
{\displaystyle \,\chi _{n}(z)=2^{-n}z\Phi (z^{2},n,1/2).}
La funció zeta de Riemann ve donada per
{\displaystyle \,\zeta (s)=\Phi (1,s,1).}
La funció eta de Dirichlet ve donada per
{\displaystyle \,\eta (s)=\Phi (-1,s,1).}

## Identitats
Per a λ racional, la suma és una arrel de la unitat i, per tant, {\displaystyle L(\lambda ,\alpha ,s)} es pot expressar com una suma finita sobre la funció zeta de Hurwitz. Suposem {\displaystyle \lambda ={\frac {p}{q}}} amb {\displaystyle p,q\in \mathbb {Z} } i {\displaystyle q>0}. Llavors {\displaystyle z=\omega =e^{2\pi i{\frac {p}{q}}}} i {\displaystyle \omega ^{q}=1}.
{\displaystyle \Phi (\omega ,s,\alpha )=\sum _{n=0}^{\infty }{\frac {\omega ^{n}}{(n+\alpha )^{s}}}=\sum _{m=0}^{q-1}\sum _{n=0}^{\infty }{\frac {\omega ^{qn+m}}{(qn+m+\alpha )^{s}}}=\sum _{m=0}^{q-1}\omega ^{m}q^{-s}\zeta (s,{\frac {m+\alpha }{q}})}
Diverses identitats inclouen:
{\displaystyle \Phi (z,s,a)=z^{n}\Phi (z,s,a+n)+\sum _{k=0}^{n-1}{\frac {z^{k}}{(k+a)^{s}}}}
i
{\displaystyle \Phi (z,s-1,a)=\left(a+z{\frac {\partial }{\partial z}}\right)\Phi (z,s,a)}
i
{\displaystyle \Phi (z,s+1,a)=-\,{\frac {1}{s}}{\frac {\partial }{\partial a}}\Phi (z,s,a).}

## Representacions en sèries
Una representació en sèries per al transcendent de Lerch ve donada per
{\displaystyle \Phi (z,s,q)={\frac {1}{1-z}}\sum _{n=0}^{\infty }\left({\frac {-z}{1-z}}\right)^{n}\sum _{k=0}^{n}(-1)^{k}{\binom {n}{k}}(q+k)^{-s}.}
(Vegeu que {\displaystyle {\tbinom {n}{k}}}és un coeficient binomial).
La sèrie és vàlida per a totes s, i per a z complex amb Re(z)<1/2. Vegeu que hi ha una semblança general amb una representació en sèries similar per a la funció zeta de Hurwitz.
Arthur Erdélyi va donar una sèrie de Taylor al primer paràmetre. Es pot escriure com a la sèrie següent, que és vàlida per a:
{\displaystyle |\log(z)|<2\pi ;s\neq 1,2,3,\dots ;a\neq 0,-1,-2,\dots }
{\displaystyle \Phi (z,s,a)=z^{-a}\left[\Gamma (1-s)\left(-\log(z)\right)^{s-1}+\sum _{k=0}^{\infty }\zeta (s-k,a){\frac {\log ^{k}(z)}{k!}}\right]}
Si s és un nombre enter positiu, llavors
{\displaystyle \Phi (z,n,a)=z^{-a}\left\{\sum _{{k=0} \atop k\neq n-1}^{\infty }\zeta (n-k,a){\frac {\log ^{k}(z)}{k!}}+\left[\psi (n)-\psi (a)-\log(-\log(z))\right]{\frac {\log ^{n-1}(z)}{(n-1)!}}\right\},}
on {\displaystyle \psi (n)} és la funció digamma.
Una sèrie de Taylor amb una tercera variable ve donada per
{\displaystyle \Phi (z,s,a+x)=\sum _{k=0}^{\infty }\Phi (z,s+k,a)(s)_{k}{\frac {(-x)^{k}}{k!}};|x|<\Re (a),}
on {\displaystyle (s)_{k}} és el símbol de Pochhammer.
La sèrie a = -n ve donada per
{\displaystyle \Phi (z,s,a)=\sum _{k=0}^{n}{\frac {z^{k}}{(a+k)^{s}}}+z^{n}\sum _{m=0}^{\infty }(1-m-s)_{m}\operatorname {Li} _{s+m}(z){\frac {(a+n)^{m}}{m!}};\ a\rightarrow -n}
Un cas especial per a n = 0 té la següent sèrie
{\displaystyle \Phi (z,s,a)={\frac {1}{a^{s}}}+\sum _{m=0}^{\infty }(1-m-s)_{m}\operatorname {Li} _{s+m}(z){\frac {a^{m}}{m!}};|a|<1,}
on {\displaystyle \operatorname {Li} _{s}(z)} és el polilogaritme.
Una sèrie asimptòtica per a {\displaystyle s\rightarrow -\infty }
{\displaystyle \Phi (z,s,a)=z^{-a}\Gamma (1-s)\sum _{k=-\infty }^{\infty }[2k\pi i-\log(z)]^{s-1}e^{2k\pi ai}}
per a {\displaystyle |a|<1;\Re (s)<0;z\notin (-\infty ,0)}, i
{\displaystyle \Phi (-z,s,a)=z^{-a}\Gamma (1-s)\sum _{k=-\infty }^{\infty }[(2k+1)\pi i-\log(z)]^{s-1}e^{(2k+1)\pi ai}}
per a {\displaystyle |a|<1;\Re (s)<0;z\notin (0,\infty ).}
Una sèrie asimptòtica en la funció gamma incompleta
{\displaystyle \Phi (z,s,a)={\frac {1}{2a^{s}}}+{\frac {1}{z^{a}}}\sum _{k=1}^{\infty }{\frac {e^{-2\pi i(k-1)a}\Gamma (1-s,a(-2\pi i(k-1)-\log(z)))}{(-2\pi i(k-1)-\log(z))^{1-s}}}+{\frac {e^{2\pi ika}\Gamma (1-s,a(2\pi ik-\log(z)))}{(2\pi ik-\log(z))^{1-s}}}}
per a {\displaystyle |a|<1;\Re (s)<0.}

## Expansió asimptòtica
La funció polilogarítmica {\displaystyle \mathrm {Li} _{n}(z)} es defineix com
{\displaystyle \mathrm {Li} _{0}(z)={\frac {1}{1-z}},\qquad \mathrm {Li} _{-n}(z)=z{\frac {d}{dz}}\mathrm {Li} _{1-n}(z).}
Sigui 
{\displaystyle \Omega _{a}\equiv {\begin{cases}\mathbb {C} \setminus [1,\infty )&{\text{if }}\Re a>0,\\{z\in \mathbb {C} ,|z|<1}&{\text{if }}\Re a\leq 0.\end{cases}}}
Per a {\displaystyle |\mathrm {Arg} (a)|<\pi ,s\in \mathbb {C} } i {\displaystyle z\in \Omega _{a}}, una expansió asimptòtica de {\displaystyle \Phi (z,s,a)} per a grans {\displaystyle a} i {\displaystyle s} fixes i {\displaystyle z} és donada per
{\displaystyle \Phi (z,s,a)={\frac {1}{1-z}}{\frac {1}{a^{s}}}+\sum _{n=1}^{N-1}{\frac {(-1)^{n}\mathrm {Li} _{-n}(z)}{n!}}{\frac {(s)_{n}}{a^{n+s}}}+O(a^{-N-s})}
per a {\displaystyle N\in \mathbb {N} }.
Sigui 
{\displaystyle f(z,x,a)\equiv {\frac {1-(ze^{-x})^{1-a}}{1-ze^{-x}}}.}
Fem que {\displaystyle C_{n}(z,a)} siguin els seus coeficients de Taylor a {\displaystyle x=0}. Aleshores, per a solucions {\displaystyle N\in \mathbb {N} ,\Re a>1} i {\displaystyle \Re s>0},
{\displaystyle \Phi (z,s,a)-{\frac {\mathrm {Li} _{s}(z)}{z^{a}}}=\sum _{n=0}^{N-1}C_{n}(z,a){\frac {(s)_{n}}{a^{n+s}}}+O\left((\Re a)^{1-N-s}+az^{-\Re a}\right),}
com {\displaystyle \Re a\to \infty }.

## Programari
El transcendent de Lerch està implementat a LerchPhi in Maple.